# Shin Megami Tensei V
Shin Megami Tensei V (真・女神転生V?, Shin Megami Tensei Faibu) è un videogioco di ruolo sviluppato e pubblicato da Atlus in esclusiva per Nintendo Switch. Il gioco è il quinto capitolo numerato della serie Shin Megami Tensei, a sua volta parte del media franchise Megami Tensei. Una versione migliorata con nuovi contenuti ed una nuova route intitolata Shin Megami Tensei V: Vengeance è stata annunciata per Nintendo Switch, Microsoft Windows, PlayStation 4, PlayStation 5, Xbox One e Xbox Series X in uscita il 21 giugno 2024.

## Trama
Il gioco di svolge nella Tokyo contemporanea e ha per protagonista uno studente liceale il cui nome viene deciso dal giocatore. Rientrando a casa da scuola assieme ai suoi compagni di classe Yuzuru Atsuta e Ichiro Dazai, il protagonista viene travolto da una scossa di terremoto e si ritrova in una versione devastata e desertificata di Tokyo situata nel Da'at, la dimensione parallela in cui vivono gli esseri soprannaturali (fate, demoni, angeli, dèi e semidei) di tutte le tradizioni religiose umane. Mentre vagabonda per il Da'at, il protagonista incontra uno spirito amnesiaco chiamato Aogami e i due si fondono assieme dando vita al Nahobino, un essere né umano né demone i cui poteri magici rasentano quelli di un dio.
Durante il viaggio attraverso il Da'at, Aogami spiega al protagonista che vent'anni prima Tokyo è stata luogo dell'Armageddon, la guerra fra gli angeli del Dio abramitico e i diavoli di Lucifero, e durante lo scontro Lucifero ha apparentemente ucciso Dio, lasciandone il trono vacante. Il Nahobino affronta e sconfigge un umano cacciatore di demoni di nome Shohei Yakumo e la sua alleata Nüwa, la dea della creazione cinese, e raggiunge un terminale che riporta lui e i suoi amici a Tokyo. Lì, scopre che Yuzuro e la loro compagna di classe Tao Isonokami sono in realtà agenti di un'organizzazione internazionale clandestina chiamata Bethel, che è devota al culto dell'unico Dio e combatte segretamente le forze di Lucifero sotto la guida dell'arcangelo Abdiel. Ichiro si offre volontario per unirsi a Bethel, mentre il protagonista viene coscritto in virtù dei suoi nuovi poteri da Nahobino.
Due giorni dopo, il liceo dei protagonisti viene attaccato da un'orda di demoni capitanata dal dio mesopotamico Tammuz e buona parte degli studenti è rapita e portata nel Da'at; il Nahobino, Yuzuru, Ichiro e Tao si imbarcano così in una missione di salvataggio, durante la quale Ichiro, afflitto da grandi problemi di autostima, sviluppa una devozione morbosa verso Abdiel. Il gruppo riesce a salvare gran parte degli studenti rapiti, ma Tammuz cerca di fondersi a forza con una studentessa per diventare a sua volta un Nahobino e Tao sacrifica la sua vita per annientarlo.
Dopo questo scontro il primo ministro giapponese Hayao Koshimizu, capo della sezione nipponica di Bethel, ordina ai tre ragazzi di unirsi all'assalto finale mosso da Bethel contro la roccaforte dei demoni, andando contro gli ordini di Abdiel; il Nahobino abbatte personalmente il gigante del fuoco Surtr e la dea cananea Astarte e, fattosi strada nel castello dei demoni, ne sconfigge il capitano Arioch. Questi, però, rivela al protagonista che in potenza ogni demone può diventare un Nahobino fondendosi con l'essere umano a lui complementare, ma il Dio di Bethel aveva proibito questa pratica per assicurarsi il potere supremo.
A seguito della battaglia, i capi delle varie sezioni di Bethel constatano che, poiché è apparso un Nahobino, il Dio supremo deve essere effettivamente morto, e nonostante gli sforzi di Abdiel l'organizzazione si scioglie e i vari gruppi iniziano a lottare fra loro per conquistare il Tempio dell'Eternità ove è custodito il Trono del Creatore – la posizione dalla quale un Nahobino può rimodellare il cosmo a proprio piacimento. Il ministro Koshimizu rivela allora di essere in realtà Tsukuyomi, il dio lunare giapponese (mentre Aogami è suo fratello Susanoo, dio della tempesta) e che Yuzuru è l'umano a lui complementare per diventare un Nahobino, e si propone di ripristinare sul mondo il dominio degli innumerevoli dèi antichi; Ichiro convince invece Abdiel a unirsi a lui nel restaurare l'ordine del defunto Dio unico, mentre Shohei e Nüwa mirano a distruggere il trono del Creatore e lasciare all'umanità il totale libero arbitrio. Assistito da una Tao rinata in forma di semidea col nome di Panaghia, il protagonista dà battaglia a Zeus, Odino e Vasuki (e opzionalmente a Baal, Khonshu e Fionn mac Cumhaill) per sottomettere i vari pantheon rivali, raggiunge il Tempio dell'Eternità e qui decide se schierarsi con Tsukuyomi, Abdiel o Nüwa; in tutti i casi, la divinità alleata del protagonista e il rispettivo umano vengono uccisi dalle coppie rivali, che a loro volta sono sconfitte dal Nahobino; se questi si è schierato con Abdiel o Tsukuyomi (ma non con Nüwa), dovrà anche abbattere Lucifero, rimasto per vent'anni in attesa di un degno pretendente al Trono del Creatore. Dopo aver trionfato, il protagonista dà finalmente una nuova forma al mondo:
- Se il giocatore ha scelto di ripristinare il dominio del Dio di Bethel, il Nahobino priverà l'umanità del libero arbitrio per imporre in perpetuo la pace e l'armonia.
- Se il giocatore ha scelto di restituire il potere agli innumerevoli dèi antichi, il Nahobino creerà un mondo di infinita possibilità e varietà, che però sarà pieno di conflitti.
- Se il giocatore ha scelto di distruggere il Trono, gli umani saranno lasciati soli nella guerra contro i demoni, senza più la protezione di spiriti e dèi benevoli, ma sul lungo termine la loro vittoria si farà inevitabile. Se però il giocatore ha conseguito determinati obiettivi facoltativi prima di schierarsi con Shohei (nello specifico, sottomettere i pantheon egizio e gaelico e sconfiggere in duello Shiva), il Nahobino dovrà affrontare Lucifero anche in questo caso e, dopo averlo abbattuto, si farà aiutare da Nüwa a creare da capo un mondo per soli umani, resuscitando tutti i suoi compagni caduti, cancellando dall'esistenza tutti gli esseri sovrannaturali e isolando sé stesso (in quanto ultimo dio) lontano dall'umanità.

## Distribuzione
Originariamente annunciato nel 2017 come seguito della serie Shin Megami Tensei, il gioco è stato svelato nel corso di un Nintendo Direct il 20 luglio 2020. Il gioco è distribuito a partire dall'11 novembre 2021 in Giappone e in contemporanea nel resto del mondo il giorno successivo.

## Accoglienza
| Testata                        | Giudizio |
| ------------------------------ | -------- |
| Metacritic (media al 16-11-21) | 85/100   |
| Destructoid                    | 9/10     |
| Everyeye.it                    | 9/10     |
| Famitsu                        | 36/40    |
| GameSpot                       | 8/10     |
| IGN                            | 8/10     |
| Multiplayer.it                 | 9/10     |
| Nintendo Life                  | 9/10     |
| VG247                          | 3/5      |

Shin Megami Tensei V è stato accolto positivamente dalla critica, andando ad ottenere una media di voti pari a 85 su 100 sul sito aggregatore di recensioni Metacritic.